# 南砺市立利賀小学校
南砺市立利賀小学校（なんとしりつ とがしょうがっこう）は富山県南砺市利賀村にかつて存在した公立小学校。1996年（平成8年）4月1日に統合により開校し、同年4月3日に開校式が挙行されたが、南砺市立利賀中学校と統合した南砺市立利賀学舎開校のため2024年（令和6年）3月24日に閉校式を挙行し、同年3月末を以て閉校となった。

## 特徴
- へき地小規模校であり、全校児童のほとんどがバス通学であった。
- 複合教育施設となっており、南砺市立利賀中学校と併設されていた。なお、統合小中学校の名称には、アーパス（AllPerson's Schoolの略）という愛称があった[2]。左記複合施設は、1998年（平成10年）5月26日に統合竣工式を挙行している[2]。

## 進学先
- 南砺市立利賀中学校

## 通学区域
- 合併前の利賀村の区域[5]

## 交通
- 南砺市営バス利賀小中学校口バス停より徒歩約8分。